# 꿈의 스튜디오
꿈의 스튜디오는 KBS에서 방영된 예능프로그램이다.

## 출연자
- 임백천
- 신애라